# Кронах
Кронах (нім. Kronach) — місто в Німеччині, розташоване в землі Баварія. Підпорядковується адміністративному округу Верхня Франконія. Адміністративний центр району Кронах.
Площа — 66,99 км2. Населення становить 16 701 ос. (станом на 31 грудня 2020).
У місті народилися Лукас Кранах Старший, Максиміліан фон Велш, Йоганн Каспар Цейс, Юліус Депфнер, Йозеф Штангль.  У місті є майже закінчена міська стіна та найбільша середньовічна фортеця Festung Rosenberg. Крім того, тут розташоване підприємство німецького виробника телевізійного та аудіо-відео обладнання Loewe.